# Walter Stokes
Walter Raymond Stokes (* 23. Mai 1898 in Mohawk; † 9. Juni 1996 in Stuart) war ein US-amerikanischer Sportschütze.

## Erfolge
Walter Stokes nahm an den Olympischen Spielen 1924 in Paris in sieben Disziplinen teil. Mit dem Freien Gewehr wurde er im Mannschaftswettbewerb zusammen mit Morris Fisher, Raymond Coulter, Joseph Crockett und Sidney Hinds vor den Mannschaften Frankreichs und Haitis Olympiasieger. Im Einzel verpasste er als Vierter knapp einen weiteren Medaillengewinn, mit dem Kleinkaliber wurde er in der Liegend-Position Zehnter. In der Disziplin Laufender Hirsch erreichte er im Einzel im Einzelschuss ebenfalls den zehnten und im Doppelschuss den zwölften Rang. In den Mannschaftskonkurrenzen wurde er im Doppelschuss Fünfter, während er im Einzelschuss gemeinsam mit John Boles, Dennis Fenton und Raymond Coulter die Bronzemedaille gewann. 
Bei Weltmeisterschaften war Stokes mit insgesamt 17 Medaillen sehr erfolgreich. Elfmal wurde er Weltmeister: 1921 gewann er in Lyon die Einzel-Titel mit dem Freien Gewehr im Dreistellungskampf, im liegenden Anschlag, in der Stehend-Position sowie im knienden Anschlag. Auch mit der Mannschaft war er im Dreistellungskampf erfolgreich. Den Mannschaftstitel verteidigte er sowohl 1922 in Mailand als auch 1923 in Camp Perry und 1924 in Reims. 1922 folgten des Weiteren Titelgewinne im Einzel im Dreistellungskampf und im knienden Anschlag, 1924 gewann er die Goldmedaille in der Liegend-Position. Darüber hinaus sicherte sich Stokes fünf Silbermedaillen und eine Bronzemedaille.
Stokes machte 1918 seinen Abschluss an der United States Naval Academy und erwarb im Nachgang an der George Washington University sowohl einen Bachelor of Laws als auch einen Doktor der Medizin.